# Змеинка (Михайловский район)
Змеинка — посёлок в Михайловском районе Рязанской области России.

## География
Посёлок расположен на берегу реки Проня.
На западе находится п. Октябрьский, на юге — Тереховое и Первомайский.

## История
Посёлок возник в 30-х годах XX века.
Жители рассказывают, что в этих местах водилось много змей. По другой версии, посёлок получил своё название по положению р. Прони, которая в этом месте извивается змейкой, обходя холмы и возвышенности.